# شهرستان چیکوجو، فوکوئوکا

شهرستان چیکوجو (انگلیسی: Chikujō District, Fukuoka) یکی از  شهرستان‌های ژاپن است که در استان فوکوئوکا در ژاپن واقع شده‌است.